# (1016) Anitra
(1016) Anitra ist ein Asteroid des Hauptgürtels, der am 31. Januar 1924 von dem deutschen Astronomen Karl Wilhelm Reinmuth an der Landessternwarte Heidelberg-Königstuhl der Universität Heidelberg entdeckt wurde.
Namensgeberin für den Asteroiden ist wahrscheinlich die Figur der Anitra in Henrik Ibsens Gedicht Peer Gynt.
Die Umlaufbahn hat eine Große Halbachse von 2,2195 Astronomische Einheiten und eine Bahnexzentrizität von 0,1282. Damit bewegt er sich in einem Abstand von 1,935 (Perihel) bis 2,5041 (Aphel) astronomischen Einheiten in 3,307 a um die Sonne. Die Bahn ist 6,041° gegen die Ekliptik geneigt.
Innerhalb von rund 5,964 h rotiert er einmal um die eigene Achse.